# Унгарци
Вижте пояснителната страница за други значения на Маджари.
Унгарците са нация в Централна Европа, съставляваща основното население на Унгария и значителни национални малцинства в съседните държави. Самоназванието на унгарците е модьор (magyar), от което произлиза вариантът на етнонима на български маджари, който днес се използва предимно в исторически контекст.

## Разпространение
Унгарците са държавнотворчески народ и основното население на Кралство Унгария съществувало през почти цялото второ хилядолетие след новата ера. След разпадането му вследствие на Трианонски договор през 1920 година големи маси унгарци остават като малцинства в Румъния, Словакия, Австрия, Словения, Хърватия и Сърбия. Към унгарската нация принадлежат и молдовските унгарци чанго, които никога не са влизали в границите на Кралство Унгария.

## Етноними
Смята се, че етнонимът унгарец произлиза от наименованието на свързваното с прабългарите племенно обединение оногури, към което през 7 век вероятно принадлежат и маджарите.
В Кралство Унгария понякога с унгарец се обозначават всички поданици на короната, докато маджар е конкретният етноним на унгароговорещите.

## История
Маджарите (наричани още унгри – на гръцки: ουγγροι) са исторически народ, формиран в Северна Азия и нахлул в Европа в края на 9 век. Те са били скотовъдци и са водели номадски начин на живот, в който огромна роля играел конят.
Петер Юхас, както и Геза Фехер смятат, че са изпитали силно прабългарско влияние още в Приуралието, с което се обясняват тюркските остатъци в езика им. Това обаче е доста спорно, тъй като напоследък се смята, че прабългарите не са били типично тюркски етнос, а по-скоро смесен. Като се вземе предвид, че от 30-те години на 9 век те са били под силното политическо и културно влияние на Хазарския каганат, обитаван от различни тюркоезични племена, то по-скоро тези заемки са от този период. Може би благодарение на тези езикови и културни влияния маджарите са наричани „турки“ във византийските и арабските извори. Това се вижда и от сведенията на Ахмад ибн Руста Исфахани и Абу Саид Абд-аль-Хай ибн Захак ибн Махмуд Гардизи, като Гардизи описва системата на двувластие при тях така:
| „ | Маджарите–тюрки, вожда им по название ... Действителният управител ... | “ |

С други думи, освен всичко друго, при тях се наблюдавала и двойствеността на върховната власт, толкова характерна за хазарите. Избирането на този вожд ставало чрез церемония, която по думите на Константин Багрянородни напълно е съответна с обичаите и законите на хазарите. Последният казва още, че преди са ги наричали „бели савири“ (σαβαρτοι ασπαλοι) (вероятно указание, че са родствени на савирите, дошли от същия район) и в 80-те години на 9 век част от тях, под натиска на печенезите отстъпили от населяваната от тях територия между реките Дон и Днепър („Страна Леведия“) на запад в областта Ателкюз (от унгарски: „Междуречие“ – между реките Днепър и Днестър).
През 90-те години на 9 век маджарите претърпяват ново поражение от българи и печенеги и се насочват към Среднодунавската низина, водени от Арпад. Сведения за този родоначалник на унгарската кралска династия се дават в така наречения „Унгарски аноним“. Негов баща е Алмус (Almus/Almos), живял през втората половина на 9 век, чието име много напомня това на известния от съчинението на ибн Фадлан владетел на Волжка България Алмус/Алмуш/Алмас.
В Европа придошлите маджари маджарите усядат в Карпатския басейн и в земите на историко-географската област Панония, където асимилират установените там южнославянски племена.
В 906 г. унищожават Моравската държава, а на следващата година завладяват и Панония. През следващите 100 години маджарите стават страшилище за тогавашните им западни съседи.
След период на инвазии и набези, достигащи до Дания и Испания, през 1001 г. маджарите приемат християнството и римският папа провъзгласява създаването на Маджарското кралство. В следващите векове тази държава се превръща в същинска империя, в която маджарите съставляват етническо малцинство. Техни наследници са днешните унгарци.

## Галерия
- Миграция на унгарците
- Унгарци в Унгария (1890)
- Унгарци в Австро-унгарската империя, 1911 г.